# Ordonnance royale du 13 décembre 1698 sur les écoles paroissiales
L'ordonnance du 13 décembre 1698 est une ordonnance royale édictée par Louis XIV et qui oblige les parents de France à envoyer leurs enfants dans les écoles paroissiales, dites « petites écoles ». Cette obligation s'applique aux enfants jusqu'à l'âge de quatorze ans. Les écoles paroissiales vont alors se généraliser.
Dans le contexte de la révocation de l’édit de Nantes, un des objectifs était d'astreindre tous les enfants, quelle que soit leur confession, et notamment protestante, de suivre les mêmes écoles.
Ces écoles étaient gratuites. Le financement était le fait des communautés d’habitants, congrégations religieuses et legs pieux. Le maître d'école était payé 150 livres, une maîtresse 100 livres. Il pouvait être logé dans un presbytère.

## Historique
Des défenses royales avaient précédé celle du 13 décembre 1698, à l'échelle locale.
Des Déclarations royales (du 14 octobre 1665, du 1er février 1669, du 17 juin 1681, du 17 juin 1683) régissent le droit des enfants de réformés, les premières précisent que les enfants de 7 ans peuvent se convertir et abjurer de leur religion protestante sans l'autorisation de leurs parents. De plus, le roi demande en 1686 à l'Intendant de la Généralité de Paris de faire savoir aux réformés de leur obligation à envoyer leurs enfants dans les écoles (catholiques) et aux Instructions et Catéchismes qui se font dans leurs Paroisses (Lettre du Roy, écrite à Monsieur l’Intendant de la Généralité de Paris, du 2 Mai 1686. L'Intendant était alors Jean-Jacques Charron).
L'ordonnance du 13 décembre 1698 est intitulée : Declaration du Roy, qui ordonne l′execution de l′Edit de Revocation de celuy de Nantes. Pourvoit à l′instruction de ceux qui sont rentrez dans le sein de l′Eglise Catholique, & de leurs enfans, & les maintient dans leurs biens, en satisfaisant aux devoirs de la Religon. Donnée à Versailles le 13. Decembre 1698, et présente plusieurs éditions (avec quelques exemples de lieux de conservation) :
- Paris, chez François Muguet, 1698, 11 p. (Bibliothèque du protestantisme français, 4°384 / 193 Rés, et 4°385 / 63 Rés ; Bibliothèque interuniversitaire Sainte-Geneviève, 4 H 1544 (3) INV 1637 RES (P.13) ; Bibliothèque historique de la Ville de Paris, 35380 vol.038 -(55), Bibliothèque de la Cour de cassation de Paris, 3724(56), et 3726(73) ; Bibliothèque centrale Louis Aragon à Amiens, JU 1597/110 C);
- Bourges, Toubeau, [s.d.], 12 p., in-4° (Bibliothèque municipale de Bourges, Fonds Berry, By 3130);
- Lyon, chez François Barbier, 1699, 8 p., in-4° (Bibliothèque municipale de Lyon, 368674, et 368718);
- Toulouse, chez Claude-Gilles Le Camus, 1699, 8 p., in-4° (Médiathèque de Montauban, CEN MAG-ADULTES RF 1 pièce 88, et CEN PROTESTANTISM LIV 15894);
- [Bordeaux], [S. Boé], [1699] (Bibliothèque municipale de Bordeaux, H 2386/75 (53));
- Clermont, P. Boutaudon, 1699 (Médiathèque Michel-Crépeau à La Rochelle, 16373 C);
- Orléans, chez François Muguer, 1698 (Médiathèque d'Orléans, Rés. E17675.9).

La Déclaration du 13 décembre 1698 est confirmée à deux reprises :
- par une Déclaration royale du 16 Octobre 1700 concernant l'éducation des enfants des protestants[14], pour réactualiser l’exécution des condamnations d’amendes prononcées contre ceux qui n’envoient pas leurs enfants aux écoles et catéchismes ;
- et également une Déclaration du Roi Louis XV cette fois, l'actualise le 14 mai 1724 et y ajoute la défense d’envoyer élever leurs enfants hors du Royaume[12].